# Велика рогата худоба

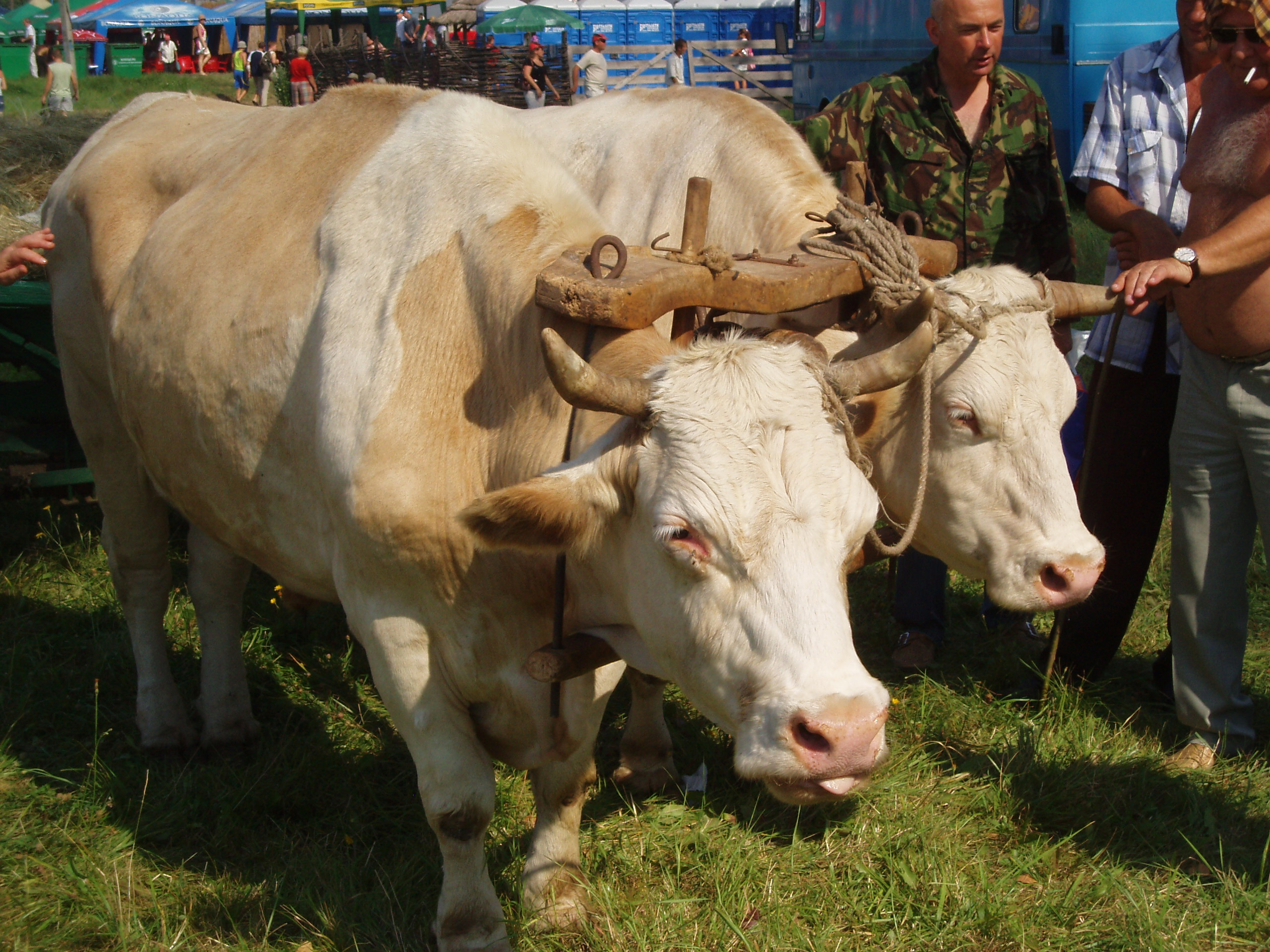
Сучасні українські воли на Сорочинському ярмарку, с. Великі Сорочинці, Полтавська область

Вели́ка рога́та худо́ба (абревіатура ВРХ) — узагальнена назва всіх порід сільськогосподарських тварин виду Bos taurus (бик свійський) з родини бикових (Bovidae), найважливіші свійські тварини, які постачають  молоко, м'ясо, шкіру, органічні добрива, а також робочу тяглову силу (переважно воли). Велика рогата худоба є жуйними тваринами, і в результаті має характерну для цієї групи тварин будову та фізіологію травної системи.

## Назва
Поняття «ВРХ» є господарським (тобто, економічним) поняттям, яке не походить зі сфери біологічної класифікації, і народилося тоді, коли поняття «худоба» було диференційоване на велику (корови, воли) і малу, або дрібну рогату худобу (вівці, кози).
У сучасному тваринництві та інформаційному просторі термін «ВРХ» стосується насамперед корів, тобто самиць бика свійського (Bos taurus), яких утримують для отримання молока та потомства.
Діалектною назвою ВРХ є також «маржина». Давньою назвою ВРХ є «бидло».

## Походження
Сучасна велика рогата худоба походить від кількох різновидів тура — дикого бика (Bos primigenius), серед яких науковці виділяють такі: європейський, азійський та африканський. О.О. Браунер довів близьку подібність між турами і сірою степовою худобою не тільки за будовою черепа, а й у будові скелета.
Вважається, що вперше велика рогата худоба була одомашнена спочатку в Азії (в Північній Індії) близько 9-8 тисяч років тому, а потім в Європі (близько 6-5 тисяч років тому).
До XVII століття скотарство в Україні розвивалося переважно в напрямку використання робочої худоби. Відомо, що це була сіра українська аборигенна порода.

## Зоологічна та сільськогосподарська систематика
Відповідно до зоологічної систематики, велика рогата худоба класифікується наступним чином: тип — хордові; підтип — хребетні; клас — ссавці; вид — велика рогата худоба; ряд — парнокопитні; підряд — жуйні; родина — порожнисторогі; рід — бикоподібні; підрід — дика рогата худоба оподібна; підрід — власне дика рогата худоба.

### Класифікація за краніологічними ознаками
Згідно з краніологічним методом, що базується на особливостях будови черепа, велику рогату худобу поділяють на такі типи:
1. Примітивний (вузьколобий). Вважається, що її диким предком був азійський тур. До вузьколобого типу зараховують такі породи: українська сіра степова, чорно-ряба, холмогорська та голландська.
2. Широколобий (лобастий). Має сильно розвинені лобові кістки та широкий, довгий череп. Дикий предок цього типу — азійський та європейський тур. До репрезентативних порід належать: симентальська, червона степова, герефордська, абердин-ангуська та швіцька породи.
3. Короткорогий. Диким предком цього типу є європейський тур. До цього типу належать бурі породи великої рогатої худоби: швіцька, костромська, лебединська, бура карпатська та інші.
4. Короткоголовий. Також вважається диким предком європейського тура. Передня (тобто, лицьова) частина черепа укорочена. Прикладами цього типу є червона горбатовська порода, ярославська, джерсейська та інші.
5. Пряморогий. Голова вузька та довга, а роги вигнуті вгору у формі півмісяця. Диким предком є  африканський тур. До цього типу належать бантенг, зебу та калмицька худоба.
6. Комолий (безрогий). Походження цього типу невідоме. До нього належать місцеві породи великої рогатої худоби зі Скандинавії.

### Класифікація за напрямками продуктивності
Породи великої рогатої худоби класифікуються за їхньою продуктивністю:
- молочні корови молочного напряму мають добре розвинені молочні залози (вим'я), які мають широку основу прикріплення та рівномірно розвинені всі частки, що далеко простягаються вперед і назад. Грудна клітка добре розвинена, з косо поставленими і широко розставленими ребрами. Середня частина тулуба довга, широка та глибока, що сприяє розвитку і посиленій діяльності органів травлення (за добу корова з'їдає 70-100 кг корму);
- молочно-м'ясні;
- м'ясо-молочні;
- м'ясні тварини (м'ясного напряму) характеризуються скороспілістю, що супроводжується раннім костенінням хрящів. В результаті у них вкорочені ноги, шия та тулуб, добре розвинена м'язова тканина);
- робочі.

### Класифікація за мастю
Забарвлення (масть) здебільшого є типовим і стійко спадковим, тому воно має важливе значення при оцінці тварин та їх приналежності до певної породи. За кольором шерсті велику рогату худобу поділяють на прості та складні масті. До простих мастей відносяться: біла, бура, руда, червона, чорна, а до складних — ряба, строката та чала. Колір слизових оболонок перенісся (носо-губного дзеркала) і ротової порожнини часто є породною ознакою, і у чистопородної худоби вони мають однорідний тілесний або стальний відтінки. У помісей вони  неоднорідні за кольором.
Масті великої рогатої худоби:
| № п/п | Назва масті                     | Характеристика |
| ----- | ------------------------------- | --- |
| 1.    | Руда                            | Тварини мають однорідний золотисто-жовтий або світліший чи коричневий (темно-рудий) відтінок волосяного покриву. |
| 2.    | Червона                         | Відрізняється від рудої інтенсивно червоним кольором шерсті по всьому тілі. |
| 3.    | Чорна                           | Характерне однорідне забарвлення в чорний колір. |
| 4.    | Біла                            | Притаманний однорідний білий волосяний покрив усього тіла. Така масть характерна для білих шортгорнів. Повний альбінізм (біла шерсть, світла шкіра, біла рогівка очей) серед великої рогатої худоби буває дуже рідко. |
| 5.    | Чала                            | Змішане забарвлення тулуба, світле і пігментоване. Голова, шия і кінцівки найчастіше покриті однорідною червоною або чорною шерстю.                                                                                   |
| 6.    | Бура                            | Має кавовий відтінок, часто буває світла смуга по спині, така ж кайма навколо носо-губного дзеркала. |
| 7.    | Ряба (чорно-ряба, червоно-ряба) | Характеризується наявністю невеликих плям на чорному, червоному тулубі, або на білому. |
| 8.    | Строката                        | На тулубі з переважаючим одним кольором розміщені суцільні білі смуги шкіри з білою шерстю. |
| 9.    | Сіра                            | Поєднання світлого і темного волосяного покриву, однорідно розміщеного по всьому тілі з чорною шкірою. |

## Вплив на глобальне потепління
Розведення великої рогатої худоби зумовлює значний вплив на зміну клімату внаслідок вироблення в кишці тварин приблизно 10 % антропогенних парникових газів: вуглекислого газу (CO2), метану (CH4), оксиду азоту(I) (N2O) та інших. Для зменшення викидів пропонують різні методи (зокрема кормові добавки, газоутримуючі мішки та ін.), однак поки що ці методи не застосовуються масово. Вигодівля зерновими культурами зумовлює також збільшення площ під рослинництво. Також з метою боротьби з глобальним потеплінням рекомендують поступове зменшення поголів'я й зниження споживання м'яса (це пропагують деякі вегетаріанські організації, втім лишається невизначеним питання зміни вуглецевого сліду при зменшенні вживання м'яса).

## Відтворення великої рогатої худоби
Тварини великої рогатої худоби належать до малоплідних, вони дають одного, іноді навіть два нащадка за одне отелення. Лактація є побічним процесом отелення, тому прибутковість молочної ферми залежить від репродуктивної здатності корів.
Велика рогата худоба досягає статевої зрілості у віці 6-12 місяців. Це залежить від породи, статі, годівлі, утримання, догляду та кліматичних умов. Наприклад, телиці молочних порід досягають статевої зрілості раніше, ніж м'ясні за нормальних умов годівлі.
Тільність — це фізіологічний стан самки від моменту запліднення до народження доношеного плоду. Тільність корів настає після запліднення яйцеклітини, і триває 285 днів. Ембріональний розвиток бичків на 1-3 дні більший, ніж у телиць. Коли народжуються телята-близнюки, період тільності на 3-4 дні більший, а коли тільних корів недогодовують, період виношування плоду подовжується на 8-12 днів і потомство народжується слабким. Народження близнюків протилежної статі зумовлює безпліддя у телиць. Це явище називається фримартинізмом і може бути виявлене за допомогою імуногенетичних тестів. 
Лактація  — це період, протягом якого корова виробляє, зберігає і виділяє молоко через молочні залози. Він триває від отелення до сухостійного періоду.
Протягом перших 7-10 днів після отелення корова виробляє молозиво, яке відрізняється за хімічним складом і біологічною дією від звичайного молока. Якщо молозиво поганої якості, це може призвести до серйозних захворювань телят (диспепсії) і загибелі деяких телят протягом перших 5-20 днів життя.
Потім утворюється звичайне молоко, а наприкінці лактації — стародійне.
Щоб виробляти молоко в перші місяці лактації, корова використовує поживні речовини, що зберігаються в її організмі. Коли маса тіла трохи знижується, корова «видоюється з тіла».
Сервіс-період — це час від отелення до осіменіння і запліднення, який триває 60-80 днів.
Запліднення — це утворення зиготи в процесі з'єднання яйцеклітини і спермія та початок її поділу. Вважається, що одним із способів інтенсифікувати відтворення й запобігти безпліддю є осіменіння корів протягом першого місяця після отелення. Таким чином можна отримати 100% приплоду (100 телят від 100 корів) і значно збільшити виробництво молока.
Запуск — це період, під час якого припиняється вироблення та виділення молока з молочних залоз. Тривалість цього періоду залежить від рівня молочної продуктивності. Високопродуктивних тварин важко піддати запуску. В середньому він триває від 7 до 10 днів.
Сухостійний період — це період від початку запуску до отелення корови, коли в молочних залозах не виробляється молоко і корова не доїться. Цей період важливий для розвитку плоду, а також і тільної корови. В  цей період плід інтенсивно розвивається. У корів відбувається інволюція секреторної тканини вимені та  накопичуються поживні речовини, що сприяє збільшенню надоїв у наступній лактації та збереженню здоров'я. Сухостійний період у корів триває від 45 до 60 днів.
Міжотельний період — це час від отелення до отелення. Його оптимальна тривалість 365 днів.
Неплідність — це нездатність статевозрілих тварин давати потомство внаслідок природних або набутих причин. Вони виникають внаслідок порушень у годівлі, утриманні та використанні тварин, недотримання правил техніки штучного осіменіння, захворювань репродуктивних та інших органів. Безпліддя може бути тимчасовим або постійним, вродженим або набутим.
Яловість — це результат порушення репродуктивної здатності тварин. Це економічне та фінансове поняття. Вона спричинена недоодержанням приплоду від маточного поголів'я протягом року.

## Будова і функція системи органів травлення
Велика рогата худоба еволюціонувала до здатності використовувати важко перетравлювані грубі корми за допомогою травлення їх у передшлунках (особливо у рубці) та під час жуйки. Таким чином жуйні тварини здатні ефективно засвоювати поживні речовини з грубих і соковитих кормів. Це є біологічною особливістю великої рогатої худоби, яка зумовлена значними розмірами шлунково-кишкового тракту та його специфічною будовою (багатокамерність), типом травлення (жуйність) і активним обміном речовин. Поживні речовини, що надходять з кормом в організм, перетворюються на розчинні речовини і всмоктуються через стінки травного тракту в кров і лімфу. Травний тракт складається із трьох відділів: переднього, середнього і заднього.
До переднього відділу належать ротова порожнина, глотка і стравохід. Їх функція — споживати корм, подрібнювати його, пережовувати і формувати за допомогою слини кормову грудку, яка проковтується і проходить через стравохід у в передшлунок.
Середній відділ складається з багатокамерного шлунка  (рубець, сітка, книжка і сичуг); тонкий кишечник, печінка і підшлункова залоза.
Корм, який тварина проковтнула, потрапляє в передшлунок, де відбуваються такі процеси:
- у рубці ферменти мікроорганізмів руйнують оболонки рослинних клітин, і корм готується до подальшої обробки сичужними ферментами. Під час бродіння в рубці утворюються гази, які при недотриманні правил годівлі тварин (згодовування вологих бобових трав) накопичуються у великій кількості і можуть призвести до небезпечного захворювання — здуття рубця (тимпанія).

Основна функція рубця — перетравлювати клітковину корму у результаті целюлозолітичної активності мікробних популяцій: у шлунковій рідині ссавців не виділяються ферменти, що розщеплюють целюлозу. Це дозволяє великій рогатій худобі та всім жуйним тваринам виживати і виробляти їжу, харчуючись лише грубими волокнистими кормамм. Значну частину потреби жуйних у білку задовольняють мікроорганізми — мікрофлора рубця може використовувати прості азотисті речовини (аміак) для синтезу білків свого тіла. Розчинні продукти життєдіяльності мікроорганізмів легко всмоктуються в кров через стінку рубця, тому не накопичуються і не пригнічують активність ферментів мікрофлори рубця.
- У передшлунках перетравлюється до 80 % вуглеводів, а також протеїни і небілкові азотисті речовини. Частина продуктів розщеплення всмоктується в кров. Недостатньо пережований корм, який заповнює рубець і сітку, час від часу відригується назад в ротову порожнину, де пережовується вдруге, але ретельніше, змішується зі слиною і знову ковтається. Цей процес називається «жуйка»,  відбувається кілька разів на добу і покращує травлення в рубці. Жуйка найінтенсивніша вранці та ввечері, а її тривалість залежить від кількості з'їденого корму.

- Напіврідка маса переміщується із сітки до книжки, де відбуваються часті й потужні скорочення, які ущільнюють та перетирають травну масу, і водночас всмоктується 60-70 % води, а значно щільніша маса переміщується в сичуг.У сичузі відбувається справжнє шлункове травлення, що зумовлено наявністю залоз внутрішньої секреції. Там перетравлюються бактерії та інфузорії, що забезпечуює організму велику кількість повноцінного білка, але білкові речовини травної маси перетравлюються лише в незначній кількості (є пепсин).
- З сичуга перетравлений корм окремими порціями переходить в тонкий кишечник, де на корм діють секрети підшлункової залози, кишкового соку і жовчі. Відбувається розщеплення білків, жирів та вуглеводів, які в розчинному стані всмоктуються в кров і лімфу.

Задній відділ — це товста кишка, де обробляються неперетравлені залишки корму і формується калова маса. Одночасно відбувається додаткове всмоктування поживних речовин і води, внаслідок чого маса ущільнюється. Після цього розпочинається бродіння вуглеводів і гниття кормових білків з виділенням газів, а у прямій кишці з неперетравлених частинок корму і невсмоктаних речовин, бактерій і слизу формуються калові маси, які виводяться з кишківника в міру їх накопичення. Час перебування корму в травному тракті великої рогатої худоби становить до 14 днів.
Різні внутрішньопородні та міжпородні типи великої рогатої худоби (молочна або м'ясна) споживають і використовують поживні речовини по-різному. Насправді це результат мікроеволюції тварин. На такому рівні відбувається розвиток механізмів адаптації тіла до умов навколишнього середовища.
У новонароджених телят процес травлення в передшлунках не відбувається, що пов'язано з тим, що рубець у них не функціонує і молозиво надходить із стравоходу відразу до книжки, обминаючи його. Це відбувається за допомогою стравохідного жолоба, який починається від входу до шлунка і закінчується отвором із сітки у книжці. Акт ссання є основним стимулом для рефлекторного закриття стравохідного жолоба та переносу молочних кормів безпосередньо до книжки та сичуга. Жуйка у телят відсутня. Вона з'являється після введення до їхнього раціону грубих кормів.
Після річного віку рубець, сітка, книжка та сичуг майже сягають своїх остаточних розмірів, і травлення здійснюється за типом жуйних тварин. У міру розвитку рубця в ньому виникають популяції бактерій, дріжджоподібних організмів та інфузорій.
У всіх жуйних тварин особлива метаболічна система специфічного обміну вуглеводів. Раціони, багаті на крохмаль, сприяють утворенню пропіонової кислоти, а годування об'ємними кормамм стимулює утворення оцтової кислоти, яка є попередником у процесі синтезу молочного жиру. Крім того, жуйних тварин вирізняють і особливості азотистого живлення — у рубці відбувається заміщення або доповнення складу амінокислот, які містяться в білках з'їденого корму, а також заміна кількості азотних сполук, які продукуються худобою. Мікрофлора рубця здатна використовувати небілковий азот і перетворювати його на білок свого тіла, який використовує жуйна тварина. Джерелом небілкового азоту є сечовина, яка під впливом уреази мікрофлори рубця розкладається на аміак.
До відмінностей обміну азоту в жуйних відносять надходження амінокислот у тонкий кишківник — це сирий протеїн кормового походження, мікробіальний протеїн, який синтезований у рубці та ендогенний азот шлункового-кишкового тракту.
Таким чином, специфічні особливості живлення великої рогатої худоби тісно пов'язані зі структурою їх шлунка, і вони можуть виробляти великі об'єми продукції, лише при споживанні високоякісних об'ємистих кормів.

## Фізіологічні основи утворення та виділення молока
Секреція молока є надзвичайно складним процесом синтезу, в якому бере участь весь організм, всі його системи, органи і тканини в найтіснішому зв'язку з умовами навколишнього середовища. Утворення і виведення молока починаються після отелення і продовжуються до запуску корови. Це повністю закінчується перед початком сухостійного періоду. Цей тривалий період називається лактацією. Це пов'язано з періодичністю діяльності молочної залози.
Молочна залоза ссавців, включаючи й великої рогатої худоби, являє собою складну трубчасто-альвеолярну залозу шкіряного походження. У телят молочна залоза закладається протягом перших одного-півтора місяців ембріонального розвитку у вигляді так званих м'язових смужок. До досягнення ембріоном двох місяців на молочних смужках з'являються чотири лінзи, які складаються з епідермісу. Вони вростають у мезенхіму та формують епітеліальні колбоподібні структури, які згодом перетворюються на секреторні та видільні клітини.
Вим'я складається із залозистої, сполучної, м'язової та жирової тканин. У секретуючих клітинах залозистої тканини — альвеолах  — компоненти молока синтезуються з органічних речовин крові за допомогою ферментів. До цих компонентів належать молочний жир, білки та молочний цукор. Вітаміни, ферменти, гормони та мінеральні солі переходять із крові в молоко в незміненому вигляді. Однак це не проста фільтрація; це радше фізіологічно активний і складний процес, що відбувається під час лактації. Відомо, що для утворення 1 л молока через вим'я корови проходить 400—500 л крові.
Секреція молока відбувається безперервно, особливо інтенсивно під час перерв між доїннями. Спочатку утворене молоко заповнює альвеоли та неглибокі протоки і канали. Потім воно послідовно потрапляє через дрібні й більш великі вивідні протоки в молочну цистерну. У міру поступового наповнення вимені молоком м'язові волокна скорочуються, створюючи сприятливі умови для подальшого накопичення молока, оскільки вим'я розширюється. Молокоутворення відбувається рівномірно. Це триває поки місткість вимені (порожнини альвеол, молочних проток і цистерн) не буде заповнена на 80-90 % молоком. Якщо воно переповнюється, то фізичне розширення молочної залози зумовлює підвищення тиску, кровоносні судини звужуються, кількість поживних речовин зменшується, що викликає різке зменшення або повне припинення секреції молока. Тому, слід молоко систематично виводити із вим'я. Тому молоко слід систематично видаляти з вимені. При періодичному звільненні залози від молока молоковиробництво продовжується безупинно. Інтервал між доїннями не повинен перевищувати 12-14 год. Сам же рефлекс молоковіддачі триває приблизно 5-6 хв. і таким чином виникає періодично.

## Скотарська галузь господарства

### В Україні
На території сучасної України рогата худоба відома як свійські тварини з молодшого неоліту; за слов'янської доби і згодом була найважливішою свійською твариною. Від XV століття відомий вивіз волів (на м'ясо і як робочу силу) до Західної Європи, а згодом і до Московщини, у XVIII столітті рогату худобу експортовано з Лівобережжя й Поділля, пізніше перевезено з Південної України; У другій половині XIX століття кормова база для рогатої худоби зазнала скорочення (через розорення степів при панівній системі трипілля; лише на заході України панувала сівозміна), а разом з цим поголів'я рогатої худоби не зростало паралельно до приросту населення; за 1897 — 1912 роки воно навіть зменшилося на центральних і східних землях на 8 %. 1912 року на всій території було понад 10 млн рогатої худоби. 35,7 % сільських господарств не мали зовсім корів. Одночасно змінився склад рогатої худоби: зменшилася її м'ясна і тяглова частка (вола замінив кінь), зросла — частка молочних корів. Плекання рогатої худоби, незважаючи на працю земств, було занедбане; молочна продуктивність корів у сільських районах становила 600—1000 кг на рік. Хоча товарність рогатої худоби зменшилася, проте з українських губерній вивозилося тваринницьких продуктів на понад 50 млн карбованців річно (переважно до Польщі).
Поголів'я рогатої худоби збільшилося на центральних і східних землях у перші роки Першої світової війни (з 6,5 млн у 1912 році до 7,7 у 1916 році) завдяки збільшенню перелогів, впало під час революції і знову піднеслося у роки НЕП (8,6 млн у 1928 році) у зв'язку зі збільшенням чисельності сільських господарств (кожне з них хотіло бути забезпечене рогатою худобою), дуже зменшилося у роки колективізації і голодомору (1933 рік — 3,4 млн). Щоби піднести кількість рогатої худоби, радянська влада присвятила багато уваги розбудові тваринництва у колгоспах і радгоспах; при всіх колгоспах створено тваринницькі ферми, організовано тваринницькі радгоспи, багато зроблено для расового покращення рогатої худоби. Одначе ці заходи не дали значних успіхів, бо хоч кількість рогатої худоби в УРСР (у межах до 1939 року) піднеслася 1938 до 7,8 млн, переважна більшість її була в приватних руках: 69 % худоби належало колгоспникам і приватним особам (1941 року лише 50,5 %), 7 % радгоспам, 24 % колгоспам. На заході України змін у кількості рогатої худоби не було.
1941 року поголів'я рогатої худоби в УРСР становило 11 млн (на всіх українських землях понад 13 млн). Внаслідок німецько-радянської війни, воно впало приблизно до половини і тільки в 1950 році досягнуло стану 1941 року. Назагал піднесення тваринництва йшло зі значно більшими труднощами, порівняно з іншими галузями сільського господарства, і щораз більше відставало від збільшуваних потреб все численнішого міського населення на тваринницькі продукти. Як раніше, незадовільна була ще кормова база, а також колгоспи були не зацікавлені матеріально у розвитку тваринництва. Ці огріхи намагалися усунути рішеннями пленумів ЦК КПРС (вересневого 1953 року, січневого 1955 року й ін.), рядом інших постанов партії й уряду, які визначали напрям розвитку тваринництва. Серед іншого, створено солідну кормову базу збільшенням посівів кормових культур і кукурудзи, підвищено заготівельні та закупівельні ціни на продукти тваринництва, поліпшено племінний склад тварин, виведено ряд нових порід рогатої худоби й поліпшено багато старих.
Зростання поголів'я рогатої худоби видно з таблиці. Воно зросло 1966 року до 21,2 млн і відтоді залишилося без змін: 1972 року — 22,3 млн (на всіх українських землях приблизно 27 млн) або 21,8 % поголів'я всього СРСР; число корів — 8,5 млн (41,5 % всієї рогатої худоби).
Показником інтенсивності скотарства с число рогатої худоби на 100 га сільськогосподарських угідь; в УРСР їх припадало 50,0 (проти 25,0 у 1941 році; у всьому СРСР на 1971 рік лише 18,2), у тому числі корів — 20,7. Найбільшу густоту рогатої худоби виявляє Галичина, Волинь і Правобережний Лісостеп (55 — 67), середню — Лівобережжя й Кубань, найнижчу — південно-західний степ (38); подробиці видно з карти.
| Роки | Рогата худоба вся | Корови | Яловичина і телятина | Молоко       |
| ---- | ----------------- | ------ | -------------------- | ------------ |
| 1916 | 9132              | 4116   | 600,0 [1][*]         | 4667 [1][*]  |
| 1928 | 9928              | 4938   |                      |              |
| 1935 | 5113              | 2514   |                      |              |
| 1941 | 10996             | 5964   | 408,7 [2]            | 7114 [2][*]  |
| 1946 | 8275              | 4312   |                      | 4813         |
| 1950 | 11103             | 4796   | 552,3                | 6804         |
| 1955 | 11674             | 5727   |                      | 9670         |
| 1960 | 17040             | 7687   | 714,8                | 13995        |
| 1965 | 19777             | 8559   | 793,3                | 13629        |
| 1972 | 22955             | 8840   | 1118,0 [3]*]         | 18947 [3][*] |

[1] — 1913, [2] — 1940, [3] — 1968, [*] — Чч. приблизні
| Господарства                          | 1941       | 1955       | 1960        | 1965        | 1972        | 1972 (у тому числі корови) |
| ------------------------------------- | ---------- | ---------- | ----------- | ----------- | ----------- | -------------------------- |
| Колгоспи                              | 3,4 (31,2) | 5,8 (49,5) | 10,8 (63,5) | 12,3 (62,2) | 14,0 (62,7) | 4,5 (51,0)                 |
| Радгоспи й інші державні господарства | 0,6 (5,4)  | 0,6 (5,0)  | 1,6 (9,4)   | 2,9 (14,6)  | 3,7 (16,0)  | 1,2 (13,6)                 |
| Особисті підсобні господарства        | 7,0 (63,4) | 5,3 (45,5) | 4,6 (27,1)  | 4,6 (23,2)  | 3,1 (35,4)  |                            |
| Всі категорії господарств             | 11,0 (100) | 11,7 (100) | 17,0 (100)  | 19,8 (100)  | 22,3 (100)  | 8,8 (100)                  |

Збільшення поголів'я рогатої худоби стосується лише колгоспно-державного сектора; в особистих підсобних господарствах число рогатої худоби залишилося без змін, а то й зменшилося. Головною причиною цього є відсутність відповідної кормової бази для рогатої худоби колгоспників; тому тепер лише половина колгоспних дворів має власні корови. Напрям колгоспного й державного тваринництва — м'ясо-молочний, приватного — гол. молочний: на 100 штук всієї рогатої худоби на корів (1972 рік) припадало у колгоспах — 32,0 %, у радгоспах — 32,2 %, у приватних господарствах — 69,4 %
Значно більше, ніж чисельність рогатої худоби, зростала кількість м'яса і молока внаслідок інтенсифікації тваринництва. Наприклад, у 1950 році в УРСР вироблено 552 333 т яловичини і телятини, 1971 року вже 1118, що становило 21,4 % продукції всього СРСР. У 1950 році було вироблено 6 804 100 тонн молока; у 1971 році ця кількість зросла до 18 947 100 тонн, з яких 67,4% надійшло з колгоспів та радгоспів, а 32,6% — з приватних господарств. Це становило 20,8% від загального виробництва молока в СРСР. 1971 року Українська РСР виробила 442 центнери молока на 100 гектарів сільськогосподарських угідь (порівняно зі 162,5 у 1940 році та 152 в СРСР). Середній надій молока на корову становив 2198 кг (порівняно з 1569 кг у 1955 році та 2105 кг в СРСР). Найвище виробництво молока на 100 гектарів сільськогосподарських угідь, а також найвища щільність поголів'я корів спостерігалася в Західній Україні та поблизу великих міст, де поширене скотарство молочного характеру. В Україні продукція молока на одного мешканця в 1971 році становила 397 кг, а м'яса — 64 кг, тоді як в СРСР — 338 кг та 54 кг відповідно. Незважаючи на збільшення виробництва м'яса, воно ледве покриває потреби міського населення.
За останні роки вся велика рогата худоба була породиста. Її відсоток зростав у колгоспах України так: 1951 рік — 62 %, 1955 рік — 96 %, 1966 рік — 100 %. В Україні поширені молочно-м'ясні і молочні породи: червона степова, симентальська (у колгоспах і радгоспах на ці породи припадає — 80 % всієї рогатої худоби), червоно-ряба, лебединська, червона-польська та інші.
Дослідну роботу з рогатою худобою провадили Н.-Д. Інститут тваринництва степових районів ім. М. Іванова («Асканія Нова»), Н.-Д. Інститут тваринництва Лісостепу і Полісся УРСР (Харків), Н.-Д. Інститут землеробства і тваринництва західних районів УРСР (Львів), Укр. Н.-Д. Інститут експериментальної ветеринарії (Харків), Український Н.-Д. Інститут фізіології і біохімії тварин (Львів), катедри с.-г. інститутів, дослідницької станції.
Станом на 2024 рік, як повідомив міністр аграрної політики та продовольства України Віталій Коваль, в Україні значно просіла галузь тваринництва. Якщо в 1991 році в Україні нараховувалось 28 млн голів великої рогатої худоби, то на сьогодні — лише 2,3 млн, тобто відбулося скорочення поголів'я більше ніж у 12 разів. За підсумками року, кількість великої рогатої худоби в Україні — найменша за всю історію її незалежності. Відповідно, за січень - жовтень 2024 року показник експорту ВРХ становив 12,85 тис. т (-20 % до відповідного періоду торік) на $24,32 млн (-0,4 %).

### У світі
Порівнюючи розвиток скотарства в Україні з іншими країнами, можна зазначити, що світове поголів'я великої рогатої худоби щорічно зростає на 2%. В умовах інтенсивног технологічного розвитку використовується 300 порід великої рогатої худоби, 121 — зебу і 30 — гібридного походження. США є найбільшим виробником яловичини, а США, Франція та Німеччина — найбільшими виробниками молока.
Ізраїль, США та Нідерланди мають найвищі надої молока (понад 6000–8000 кг). В  Пакистані, Індії, Ефіопії та Колумбії річний надій на корову становить менше 1000 кг.

### Книги
- Фізіологія сільськогосподарських тварин: підруч. для студентів зооветеринар. вузів / В. В. Науменко [та ін.]. — Київ: Сільгоспосвіта, 1994. — 510 с. — ISBN 5-7987-0234-0
- Анатомія і фізіологія сільськогосподарських тварин: навч. посіб. / В. І. Ніколаєвич. — К. : Аграрна освіта, 2014. — 511 c.
- Фізіологія людини і тварин (фізіологія нервової, м'язової і сенсорних систем) підручник: [для студ. вищ. навч. закл.] / М. Ю. Клевець, В. В. Манько, М. О. Гальків, та ін. — Львів: ЛНУ імені Івана Франка, 2011. — с. 312
- Фізіологія людини і тварин: Навч. посіб. Кн. 2. Фізіологія вісцеральних систем / М. Ю. Клевець, В. В. Манько; Львів. нац. ун-т ім. І.Франка. — Львів, 2002. — 233 c. — Бібліогр.: 16 назв.
- Підпала Т. В. Скотарство та технологія виробництва молока і яловиччини: Навч. посібник, — Миколаїв: Видавничий відділ МДАУ, 2007 ISBN 978-966-8205-40-8

### Журнали
- Livestock Science
- Reproduction in Domestic Animals
- Animals

### Статті
- Маслак О. Скотарство України: реалії сьогодення // Агробізнес сьогодні. — 2012. — № 3 (226).